# Bretagne seconde

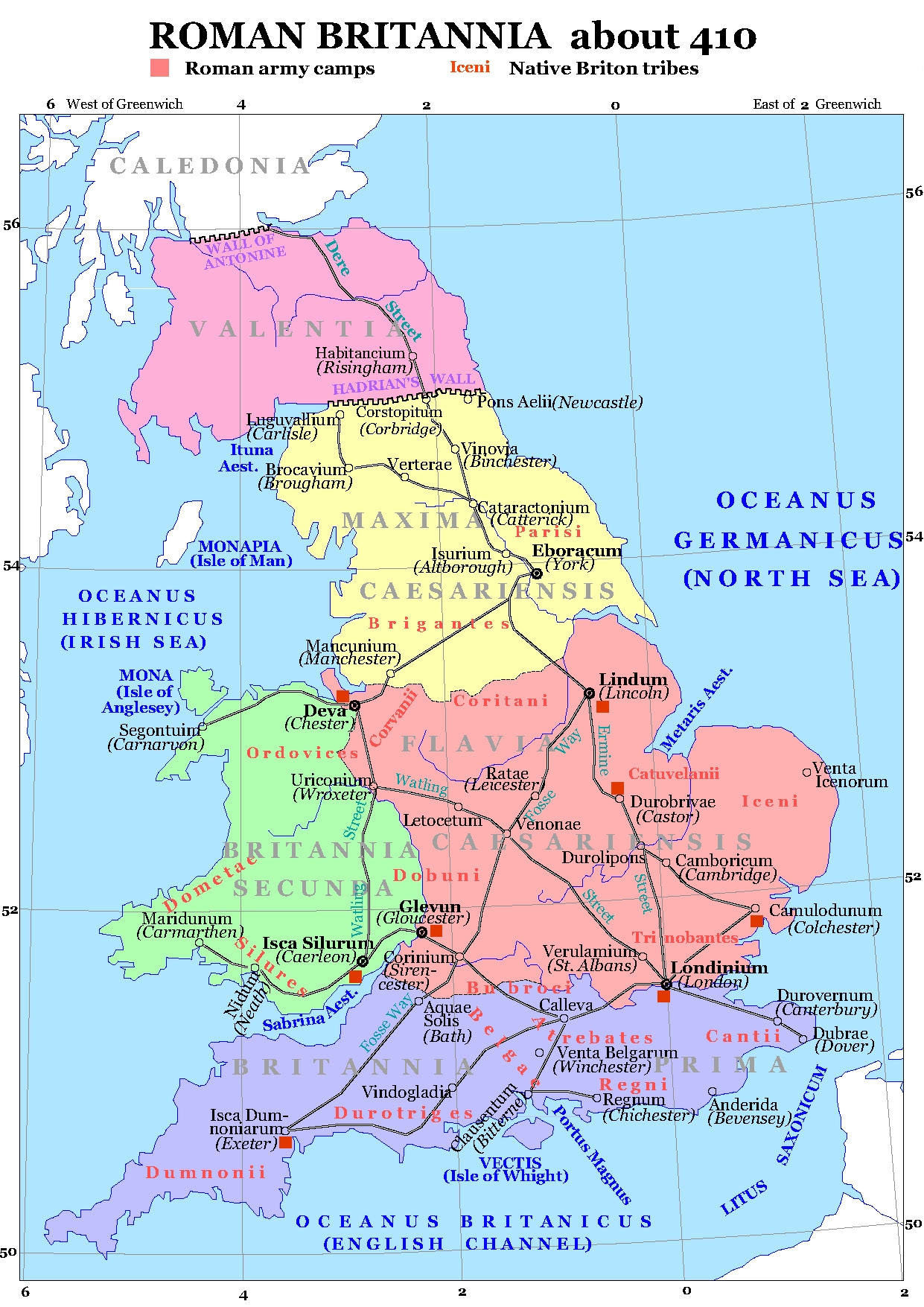
Bretagne romaine en 410

La Britannia Secunda (Bretagne Seconde) était l'une des provinces du Diocèse des Bretagnes, créée au cours des réformes de Dioclétien à la fin du 3e siècle de notre ère. Elle fut probablement créée après la défaite de l'usurpateur Allectus face à Constance Chlore en l'an 296, et fut mentionnée dans la liste de Vérone des provinces romaines (~297). Sa position et sa capitale demeurent incertaines, même si on suppose qu'elle était plus éloignée de Rome que la Bretagne Première. De nos jours, les spécialistes placent la Bretagne Seconde du côté de l'actuel Yorkshire et du Nord de l'Angleterre. Dans cette hypothèse, sa capitale aurait été Eboracum.

## Histoire
Après que la conquête de la Bretagne par les forces romaines, celle-ci fut administrée comme une province unique, avec pour capitale successivement Camulodunum (Colchester) et Londinium (Londres). Les réformes de Septime Sévère après la révolte de son gouverneur Clodius Albinus conduisirent à sa séparation en deux territoires, la Bretagne Supérieure et la Bretagne Inférieure dont les capitales respectives siégeaient à Londonium et Eboracum. À l'époque des premières réformes de Dioclétien, la Bretagne était sous le pouvoir d'Allectus. 
Par la suite, le territoire fut repris par Constance Chlore en l'an 296 et le Diocèse des Bretagnes créé et rattaché à la Préfecture du prétoire des Gaules. Les Bretagnes furent alors divisées en trois, quatre ou cinq provinces, qui sembleraient avoir porté les noms de Britannia Prima, Secunda, Maxima Caesariensis, et, peut-être, Flavia Caesariensis et Valentia.
Les emplacements et les capitales de ces provinces tardives sont incertains. 